# Fergie McCormick
Pour les articles homonymes, voir McCormick.

a Compétitions nationales et continentales officielles uniquement.

b Matchs officiels uniquement.
Dernière mise à jour le 26 décembre 2024.
 William Fergus McCormick, dit Fergie McCormick, né le 24 avril 1939 à Ashburton (Nouvelle-Zélande) et mort le  10 avril 2018 à Christchurch dans le même pays, est un joueur de rugby à XV qui a joué avec l'équipe de Nouvelle-Zélande. Il évoluait au poste d'arrière (1,70 m pour 83 kg).  

## Biographie
Fergie McCormick meurt d'un cancer de la gorge le 10 avril 2018 à Christchurch.

## Carrière
Fergie McCormick a joué 222 matchs pour la province de Canterbury de 1958 à 1975.
Il a disputé son premier test match avec l'équipe de Nouvelle-Zélande  le 18 septembre 1965 contre l'Afrique du Sud. Son dernier test match fut contre les  Lions britanniques, le 26 juin 1971. 
En 310 matchs de haut niveau, il a marqué 2 065 points, un record à l'époque. Il fut le premier All-Black qui a marqué plus de 2 000 points.

## Palmarès
- Nombre de test matchs avec les Blacks :  16
- Nombre total de matchs avec les Blacks :  44